# إيجين الرابع
البابا إيجين الرابع أو "يوجين الرابع"(1383 ـ 25 فبراير 1447) هو بابا الكنيسة الكاثوليكية من 3 مارس 1431 وحتى وفاته.
ولد في البندقية لأسرة من أثرياء التجار. كان اسمه عند مولده غابرييل كوندولمير. التحق بدير القديس جورج في البندقية، وفي الرابعة والعشرين من عمره قفز اسمه إلى الصدارة عندما عينه عمه البابا غريغوري الثاني عشر أسقفًا لمدينة سيينا، وهو القرار الذي اعترض عليه ساسة سيينا رافضين كون أسقف مدينتهم شابا غريبًا عن المدينة في الرابعة والعشرين من عمره، فاستقال كوندولمير ليبدله عمه بهذا المنصب منصب خازن البابوية وكبير موظفي البلاط البابوي وكاردينالًا لكنيسة سان كليمنتي. كما عينه البابا مارتن الخامس (خليفة عمه في البابوية) كاردينالًا لكاتدرائية سانتا ماريا في تراستيفيري.
حاز كوندولمير ثقة البابا مارتن الخامس مما جعله يترقى سريعًا حتى خلف البابا نفسه بعد وفاته سنة 1431، وجرى تتويجه تحت اسم إيجين الرابع في كاتدرائية القديس بطرس في 11 مارس 1431. وقد تعهد إيجين الرابع كتابةً ـ قبل انتخابه ـ بمنح الكاردينالات نصف عوائد الكنيسة ووعد بأن يستشيرهم في كل الشؤون الهامة، سواء كانت شؤونًا روحية أو زمنية. وما إن تبوأ إيجين الرابع عرش البابوية حتى اتخذ إجراءات صارمة تجاه أقارب البابا السابق مارتن الخامس من عائلة كولونا، الذين أقطعهم البابا الراحل العديد من القلاع والأراضي. وهو ما أدخله في صراع عنيف مع عائلة كولونا ذات النفوذ الكبير ساهم في تدعيم حقوق روما في وجه مصالح الدولة البابوية، وسرعان ما تم عقد هدنة بين الطرفين.